# Johann Georg Wolf
Johann Georg Wolf  (ur. 1694 r. w Nowym Waliszowie, zm. 26 stycznia 1749 r. w Nowym Waliszowie) – niemiecki duchowny katolicki, dziekan kłodzki i wikariusz arcybiskupi dla wiernych hrabstwa kłodzkiego od 1744 r.

## Życiorys
Syn majstra szkolnego z Nowego Waliszowa. Po otrzymaniu święceń kapłańskich pracował jako wikariusz, a następnie proboszcz w Międzylesiu (od 1724 r.). W 1731 r. został przeniesiony na stanowisko proboszcza w Nowym Waliszowie. Po śmierci von Asfelda jego osoba figurowała na liście kandydatów na urząd dziekana kłodzkiego. W 1744 r. otrzymał nominację królewską na ten urząd, za co musiał zapłacić landratowi 75 guldenów. Wybór jego osoby na dziekana został wkrótce zaakceptowany przez arcybiskupa praskiego, który nominował go swoim wikariuszem dla wiernych hrabstwa kłodzkiego. Na okres jego rządów przypadł trudny okres wojen śląskich. Zmarł 26 stycznia 1749 r.